# Fresney-le-Vieux
Fresney-le-Vieux település Franciaországban, Calvados megyében. Lakosainak száma 324 fő (2022. január 1.). Fresney-le-Vieux Barbery, Espins, Moulines, Saint-Laurent-de-Condel és Cesny-les-Sources községekkel határos.

## Népesség
A település népességének változása:
| Lakosok száma | 174  | 242  | 210  | 256  | 277  | 273  | 272  | 289  | 297  | 324  |
|               | 1968 | 1982 | 1990 | 2006 | 2013 | 2015 | 2017 | 2019 | 2020 | 2022 |